# Pavonia flavoferruginea
Pavonia flavoferruginea là một loài thực vật có hoa trong họ Cẩm quỳ. Loài này được (Forssk.) Hepper & J.R.I. Wood mô tả khoa học đầu tiên năm 1983.